# Kirkdalegrottan

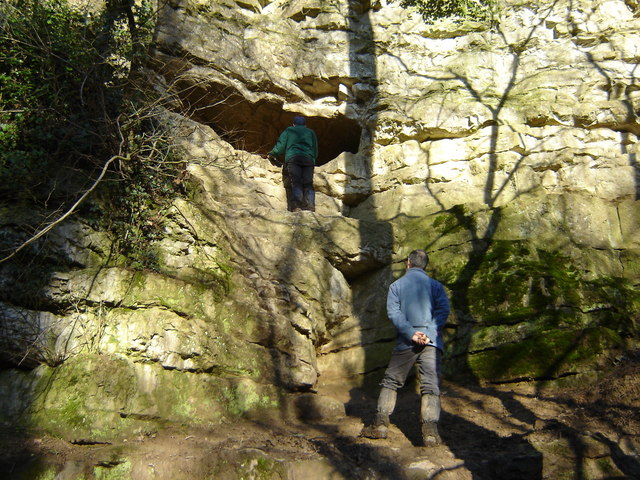
Ingången till Kirkdalegrottan.

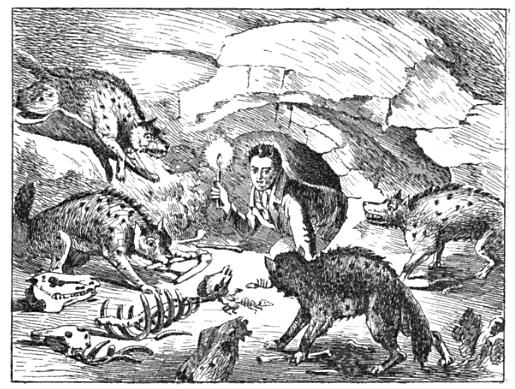
Karikatyr föreställande Buckland när han sticker in huvudet i lyan hos förhistoriska hyenor, tecknad av geologen William Conybeare för att uppmärksamma Bucklands revolutionerande analys av fossilen i Kirkdalegrottan.

Kirkdalegrottan (Kirkdale Cave) är en grotta i Kirkdale nära Kirkbymoorside i Vale of Pickering, North Yorkshire, England. Grottan upptäcktes av stenbrottsarbetare 1821 och innehöll fossiliserade ben av olika däggdjur som inte längre finns i Storbritannien, bland dem flodhäst (det nordligaste flodhästfynd som gjorts), elefanter och ett flertal grotthyenor. William Buckland undersökte grottan och dess innehåll 1822 och hans slutsats var att benen i grottan kom från rester av djur som släpats dit av hyenorna som använt den som lya och inte som ett resultat av en biblisk översvämning som transporterat dit djur från fjärran länder som man först trodde. Hans rekonstruktion av ett urtida ekosystem genom detaljerad analys av bevis i form av fossil beundrades av samtiden och betraktades som ett exempel på hur geohistorisk forskning skulle bedrivas.
Grottans längd utökades från ursprungligen 175 m till 436 m av Scarborough Caving Club 1995 och en redogörelse publicerades i Descent Magazine.

## Grottans fossil

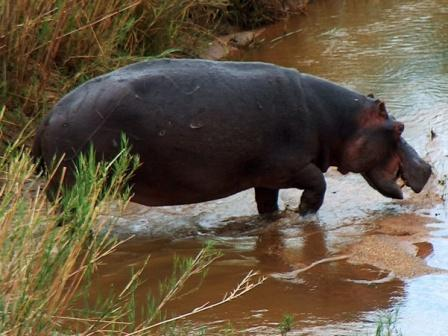
Flodhäst. Kirkdalegrottan är den nordligaste plats där kvarlevor har hittats.

De fossila ben som hittats i grottan inkluderar varg, räv, björn, hermelin, lejon, grotthyena, elefanten Elephas antiquus, flodhäst, kronhjort, dovhjort (osäker), jättehjort, Bison sp. (troligen stäppbison), noshörningen Stephanorhinus hemitoechus, fälthare, skogsmus (Apodemus sp.), vattensork (övergångsformer kallade "Arvicola cantiana-terrestris ") och åkersork. Tveksamma är bland andra vildsvin (Sus sp.) och häst, medan människa, grottbjörn, valross, mammut, ren, myskoxe, get och husmus felaktigt uppgetts. Det är den nordligaste plats på vilken flodhästfynd har gjorts. Det fanns också gott om fossiliserade exkrementer från hyenorna.

## Upptäckt och undersökning
Grottans upptäckt skedde i kölvattnet på de stratigrafiska metoder som utvecklats under upplysningstiden. Som ofta var fallet vid upptäckter av fossil på 1800-talet gjordes fynden av lokalbefolkningen och grottans ingång hittades av arbetare i ett kalkbrott på sommaren 1821 (som trott att benen härrörde från död boskap som dumpats där). John Gibson, en geolog från London som besökte Yorkshire i juni 1821, hittade ben och tänder i vägfyllnad vid Kirkbymoorside och dessa kunde spåras tillbaka till kalkbrottet och den nyupptäckta grottan, varpå utgrävningar påbörjades av Gibson och lokala geologiintresserade, bland dem prästen John Young. I november 1821 fick William Buckland höra talas om fynden och han började också undersöka grottan, vilket ledde till en dispyt med de ursprungliga utgrävarna, speciellt med Young.
När han började sina utgrävningar trodde Buckland, i likhet med alla andra på den tiden, att fossilen blivit ditspolade av en översvämning och speciellt avsågs ju då syndafloden. Men när han undersökte saken närmare fann han tecken på att det rörde sig om djur som faktiskt hade levt i området under lång tid, snarare än om ditsköljda rester från en översvämning. Den enda förklaringen till denna ansamling av ben, av vilka många bar gnagspår av rovdjur, i en liten grotta var att de släpats dit av djur och att mängden krossade ben jämfört med andra fynd måste ha varit hyenornas verk. Även fynden av exkrementer från hyenor (identifierade på beninnehållet, kemiska analyser av William Hyde Wollaston och "igenkända vid första anblicken av föreståndaren för Exeters menageri") var ett tydligt bevis för att hyenorna använt grottan och att benen inte förts dit av vatten efter djurens död. Man bör notera att prästen Buckland inte tog detta som bevis för att det inte hade ägt rum en syndaflod, vilket för övrigt få betvivlade på denna tid, utan för att djuren hade levt före syndafloden (ante diluvium) – de var i bokstavlig mening antediluvianska.
Buckland offentliggjorde sin analys i en uppsats 1822, publicerad i Philosophical Transactions samma år, som han läste upp inför Royal Society och utvecklade dem vidare i sin 1823 utgivna bok Reliquiae Diluvianae; or, Observations on the organic remains contained in caves, fissures, and diluvial gravel, and on other geological phenomena, attesting the action of an universal deluge. Bucklands arbete belönades med Copleymedaljen 1822.
Kalcitavlagringar som täcker de sediment som innehåller fossil har med uran-torium-datering fastställts vara 121 000 (± 4000) år gamla, vilket visar att materialet kommer från interglacialen betecknad Eem.